# Mirzapur, Basavakalyan
Mirzapur là một làng thuộc tehsil Basavakalyan, huyện Bidar, bang Karnataka, Ấn Độ.